# Kolsjö, Salo
Kolsjö eller Kaukasalo är en ö i Finland. Den ligger i Skärgårdshavet och i kommunen Salo i landskapet Egentliga Finland, i den sydvästra delen av landet. Ön ligger omkring 55 kilometer sydöst om Åbo och omkring 110 kilometer väster om Helsingfors. Koljsö hörde till före detta kommunen Finby.
Öns area är 3,77 kvadratkilometer och dess största längd är 3 kilometer i sydväst-nordöstlig riktning. Ön skiljs från fastlandet i norr genom ett smalt sund som heter Varknasund. Det finns en fast vägförbindelse till Storö och Finbys centrum i väster och fastlandet i norr.

## Klimat
Inlandsklimat råder i trakten. Årsmedeltemperaturen i trakten är 4 °C. Den varmaste månaden är juli, då medeltemperaturen är 18 °C, och den kallaste är januari, med −10 °C.